# IT'S MY RADIO!
『IT'S MY RADIO!』（イッツマイレディオ）は、2005年4月から2012年3月30日までエフエム青森で放送されていた夕方のワイド番組である。

## 放送時間
いずれも日本標準時。
- 月曜 - 木曜 17:00 - 18:55、金曜 16:00 - 18:55 （2005年4月 - 2007年3月）
- 月曜 - 木曜 17:00 - 19:00 （2007年4月2日 - 2009年3月31日） - 金曜の放送を一時休止。
- 月曜 - 木曜 17:00 - 18:55、金曜 16:00 - 18:55 （2009年4月1日 - 2011年4月1日） - 金曜の放送を再開。
- 月曜 - 木曜 16:55 - 18:55、金曜 16:00 - 18:55 （2011年4月4日 - 2012年3月30日）

## パーソナリティ

### 番組終了時の担当者
- 横山琢巳（月曜・火曜・金曜担当）
- 里村好美（水曜・木曜・金曜担当）

### 途中降板した担当者
- 境香織
- 今道隆
- 和田かおり（金曜担当）
- 吹谷しのぶ
- 鈴木耕治（月曜・水曜のニュース担当）
- 平山早苗（火曜・木曜のニュース担当）

## タイムテーブル
16:55のオープニングよりも前のコーナーは金曜のみに実施。
- 16:00 オープニング
- 16:10 FM Radio Shopping - 月曜から木曜までは『flowers』内で16:21から放送されていた。
- 16:10 そふえの母さんの釣り情報 - 青森市の釣具店「そふえ釣具」の祖父江弘子が電話出演し、青森県内の釣り情報を伝える。『DAY DREAM BELIEVER』からの引き継ぎコーナーであるが、冬季（12月から4月）には行わない年もあった。
- 16:20 ドライバース・ガイド - リスナーに安全運転のアドバイスをしていたコーナー。元は2011年3月まで直前の月曜 - 木曜16:55枠で放送されていたミニ番組で、同年4月から本番組内での放送となった。ただし、その後も土曜9:55枠での単独放送は続いていた。時期によっては、代わりに「交通取締情報」が放送されることもあった。単独番組時代のBGMはカシオペアの「Twinkle Visions」。
- 16:25 グリーンハウス・アウトドアライフ・ナビゲーション - 青森市と八戸市にあるアウトドア専門店「グリーンハウス」の担当者が電話出演し、アウトドア情報を伝える。コーナーBGMは、文化放送『リッスン? 〜Live 4 Life〜』で使われているジングルと同じ曲（主に「みんなのリッスン」前の部分）。
- 16:30 津軽へ行こう - 津軽地方の情報を伝える。2007年からは、不定期で17時台の特集コーナーでも同様の旅コーナーが放送されていた。2011年4月のリニューアルで本番組から外れ、土曜 11:30 - 11:55 に放送の単独番組となった。
- 16:40 浅虫水族館に連れてって - 『DAY DREAM BELIEVER』からの引き継ぎコーナー。青森県営浅虫水族館の担当者が出演し、水族館情報を伝える。毎週クイズを出題し、正解者には抽選で浅虫水族館の無料入館券を進呈していた。
- 16:55 （月曜 - 木曜）オープニング - 2011年3月31日までは17:00から放送。
- 17:15 今日の特集
- 17:30 TRAFFIC REPORT
- 17:40 NEWS & WEATHER - 月曜から木曜までは鈴木と平山が、金曜には横山と里村が交代でニュースを読み上げていた。
- 17:45 インフォメーション青森・移動採血車巡回情報
- 17:55 FMタウンウェイブ - 東奥日報の地方面記事を紹介。
- 18:00 リクエスト
- 18:30 サークルKサンクス 10 minutes JAM
- 18:40 （金曜） Radio ジャンQ! - 『DAY DREAM BELIEVER』からの引き継ぎコーナー。弘前市にあるコミュニティFM・エフエムアップルウェーブとの同時放送を行っていた。
- 18:50 エンディング

## オープニングテーマ
- 田舎（タカチャ） - 番組用に歌詞をアレンジしたバージョンを使用。